# 2006-os izlandi labdarúgó-bajnokság (első osztály)
Az Úrvalsdeild 2006-os szezonja volt a bajnokság kilencvenötödik kiírása. A bajnokságban 10 csapat vett részt, a győztes az FH lett. Ez volt a klub egymást követő harmadik bajnoki címe. Azzal, hogy a csapat harmadszor egymás után megnyerte a bajnokságot, az ötödik klub lett az izlandi labdarúgás történetében, amelynek ez sikerült. Az ÍBV 16 év után, a Grindavík pedig története során először esett ki az első osztályból.

## Végeredmény
| #  | Csapat     | M  | Gy | D | V  | RG | KG | GK  | P  | Megjegyzés      |
| -- | ---------- | -- | -- | - | -- | -- | -- | --- | -- | --------------- |
| 1  | FH         | 18 | 10 | 6 | 2  | 31 | 14 | +17 | 36 | Bajnokok Ligája |
| 2  | KR         | 18 | 9  | 3 | 6  | 23 | 27 | -4  | 30 | UEFA-kupa       |
| 3  | Valur      | 18 | 7  | 8 | 3  | 27 | 18 | +9  | 29 | Intertotó-kupa  |
| 4  | Keflavík   | 18 | 6  | 6 | 6  | 30 | 20 | +10 | 24 | UEFA-kupa       |
| 5  | Breiðablik | 18 | 6  | 5 | 7  | 27 | 33 | -6  | 23 |                 |
| 6  | ÍA         | 18 | 6  | 4 | 8  | 27 | 30 | -3  | 22 |                 |
| 7  | Víkingur   | 18 | 5  | 6 | 7  | 21 | 18 | +3  | 21 |                 |
| 8  | Fylkir     | 18 | 5  | 6 | 7  | 22 | 25 | -3  | 21 |                 |
| 9  | Grindavík  | 18 | 4  | 7 | 7  | 24 | 26 | -2  | 19 | Kiesett         |
| 10 | ÍBV        | 18 | 5  | 3 | 10 | 18 | 39 | -21 | 18 | Kiesett         |

## Góllövőlista
| #  | Nat | Player                       | Team        | Goals | Penalties | Matches played |
| -- | --- | ---------------------------- | ----------- | ----- | --------- | -------------- |
| 1  |     | Marel Baldvinsson            | Breiðablik  | 11    | 4         | 13             |
| 2  |     | Björgólfur Hideaki Takefusa  | KR          | 10    | 1         | 13             |
| 2  |     | Jóhann Þórhallsson           | Grindavík   | 10    | 1         | 17             |
| 4  |     | Viktor Bjarki Arnarsson      | Víkingur R. | 8     | 2         | 17             |
| 4  |     | Tryggvi Guðmundsson          | FH          | 8     | 1         | 16             |
| 6  |     | Stefán Örn Arnarson          | Keflavík    | 6     | 0         | 13             |
| 6  |     | Sævar Þór Gíslason           | Fylkir      | 6     | 3         | 17             |
| 6  |     | Guðmundur Steinarsson        | Keflavík    | 6     | 1         | 16             |
| 6  |     | Pálmi Rafn Pálmason          | Valur       | 6     | 0         | 18             |
| 10 |     | Grétar Ólafur Hjartarson     | KR          | 5     | 0         | 16             |
| 10 |     | Bjarni Guðjónsson            | ÍA          | 5     | 1         | 16             |
| 10 |     | Garðar Bergmann Gunnlaugsson | Valur       | 5     | 0         | 10             |
| 10 |     | Christian Christiansen       | Fylkir      | 5     | 0         | 15             |
| 10 |     | Matthías Guðmundsson         | Valur       | 5     | 0         | 16             |
| 10 |     | Óskar Örn Hauksson           | Grindavík   | 5     | 0         | 17             |
| 10 |     | Páll Einarsson               | Fylkir      | 5     | 0         | 17             |